# Yannick Corboz
Pour les articles homonymes, voir Corboz.
Yannick Corboz, né à Annecy le 6 juin 1976, est un dessinateur de bande dessinée français.

## Biographie
Yannick Corboz est diplômé de l'école d'arts appliqués Émile Cohl (Lyon) en 1999. Il devient illustrateur et animateur 3D dans le jeu vidéo. En 2003 et 2004, il réalise divers travaux d'illustrations pour des skis et des snowboards.
Il commence sa carrière de dessinateur en publiant des histoires courtes (BoDoï, Métal Hurlant) en collaboration avec Nicolas Pothier. Avec lui, il publie en 2004 l’album “BD Ciné, Woody Allen” aux éditions Nocturne.
En 2006, il publie l’album intitulé “Voies Off” et remporte le Prix du Meilleur Premier Album des Lycéens Picards. En 2007 et 2008, il dessine et met en couleurs la série en deux épisodes “Célestin gobe la Lune” aux éditions Delcourt, scénarisée par Wilfrid Lupano.
En 2007 et 2009, il contribue à la série “Projet Bermuda” aux éditions Expérience qui publient des histoires courtes d’auteurs de la région Lyonnaise. En 2008, il participe un autre collectif intitulé “Mon chat à moi” ou chacun raconte une histoire courte mettant en scène un chat. En 2010, il participe aussi au collectif “Tribute to Popeye”.
De 2010 à 2016, sur un scénario de Wilfrid Lupano, il dessine la série en quatre tomes “L’assassin qu’elle mérite”, contant l’histoire de Victor, jeune homme manipulé dans le riche Vienne des années 1900. Comme le note S.Mougel dans sa critique: “Yannick Corboz produit des planches toujours plus impressionnantes qui dynamisent l’intrigue. Avec une qualité quasi organique, l’artiste sublime les expressions des multiples protagonistes, ajoutant à la tension dramatique du scénario”.
De 2018 à 2021, Yannick Corboz dessine la série “Brigade Verhoven” scénarisée par Pascal Bertho et basée sur les romans de Pierre Lemaitre.  Le tome 1 “Rosie” est considéré comme une excellente adaptation des romans. Comme le note J.Milette le dessin est original: “L’univers graphique de Yannick Corboz est singulier. Il rappelle par moments l’œuvre des peintres expressionnistes et à d’autres la brutalité des peintures de Francis Bacon”. Cette reprise est saluée notamment pour le dessin de Yannick Corboz comme le note Patrice Gentilhomme “Leur entrée chez Rue de Sèvres se révèle plutôt réussie avec cette adaptation efficace, bien menée, au graphisme fluide et au rythme haletant” .
En 2021 et 2022, il dessine “Les rivières du passé” scénarisé par Stephen Desberg et en deux tomes. L’histoire raconte le voyage de Lynn qui, avec un médaillon dérobé, va passer entre deux mondes parallèles, avec un second Paris, cette fois resté à une époque médiévale. Dans sa critique du Tome 2, S.Salin note sur le dessin : “Graphiquement, le dessinateur s’inscrit dans la lignée de La voleuse, le trait est toujours omniprésent et le découpage, comme la couleur qui n’est pas sans évoquer Turner, s’essayent à de multiples variations de configurations et de tonalités, donnant ainsi à la lecture une dynamique et une lisibilité qui l’emportent définitivement sur une relative profusion graphique”.
En 2025, il adapte le roman de Richard Malka intitulé “Le voleur d’amour”, l’histoire d’un vampire qui ne se nourrit pas de sang mais d’amour. Comme l’écrit Akira Oikawa “la grande nouveauté de cette adaptation, c’est bien entendu le superbe dessin de Yannick Corboz qui vient illustrer la vie d’Adrian. Empreintes d’une grande sensualité, les pages proposent de magnifiques fresques en aquarelle, où la couleur dépasse des contours pour montrer la puissance des émotions des personnages, qui elles aussi débordent”.

### One shots
- BD ciné tome 3: Woody Allen ,  2004,  Editions Nocturne
Scénario :  Nicolas Pothier  - Dessin et couleurs :   Yannick Corboz -   (ISBN 2849071080)

- Voie off ,  2006,  Treize étrange
Scénario :  Nicolas Pothier  - Dessin et couleurs :   Yannick Corboz -   (ISBN 2745921533)

- Mon chat à moi ,  2008,  Delcourt
Scénario :  Nicolas Pothier  - Dessin et couleurs :   Yannick Corboz et d’autres -   (ISBN 9782756015576)

- Tribute to Popeye ,  2010,  Editions Charette
Scénario :  collectif  - Dessin :   Yannick Corboz et d’autres - Couleurs :  N&B -   (ISBN 9782915478174)

- Le voleur d’amour ,  2024,  Glénat
Scénario :  Yannick Corboz d’après Richard Malka  - Dessin et couleurs :   Yannick Corboz -   (ISBN 9782344052358)

### Séries
| Célestin Gobe-la-Lune (2007-2008) - 1. L’amour a ses raisons , 2007, Delcourt Scénario : Wilfrid Lupano - Dessin et couleurs : Yannick Corboz - (ISBN 9782756007380) - 2. Ô charme citoyen , 2008, Delcourt Scénario : Wilfrid Lupano - Dessin et couleurs : Yannick Corboz - (ISBN 9782756008721) |

| Projet Bermuda (2007-2020) - 1 Histoire plus ou moins courtes , 2007, Expérience Scénario et couleurs : collectif - Dessin : Yannick Corboz et d’autres - (ISBN 9782952322522) - 2 Tome 2 , 2009, Expérience Scénario et couleurs : collectif - Dessin : Yannick Corboz - (ISBN 9782756008721) |

| L’assassin qu’elle mérite (2010-2016) - 1. Art nouveau, 2010, Vent d’Ouest Scénario : Wilfrid Lupano - Dessin : Yannick Corboz - Couleurs : Catherine Moreau et Yannick Corboz - (ISBN 9782749305554) - 2. La fin de l'innocence , 2012, Vent d’Ouest Scénario : Wilfrid Lupano - Dessin : Yannick Corboz - Couleurs : Nicolas Vial - (ISBN 9782749306315) - 3. Les attractions coupables, 2014, Vent d’Ouest Scénario : Wilfrid Lupano - Dessin : Yannick Corboz - Couleurs : Nicolas Vial - (ISBN 9782749307367) - 4. Les Amants effroyables , 2016, Vent d’Ouest Scénario : Wilfrid Lupano - Dessin : Yannick Corboz - Couleurs : Sébastien Bouët - (ISBN 9782749308180) |

| Brigade Verhoeven (2018-2021) - 1. Rosie , 2018, Rue de Sèvres Scénario : Pascal Bertho (scénario, d'après les romans de Pierre Lemaître) - Dessin : Yannick Corboz - Couleurs : Fabien Blanchot et Sébastien Bouët - (ISBN 9782369813118) - 2. Irène , 2019, Rue de Sèvres Scénario : Pascal Bertho (scénario, d'après les romans de Pierre Lemaître) - Dessin : Yannick Corboz - Couleurs : Fabien Blanchot et Sébastien Bouët - (ISBN 9782369813880) - 3. Alex , 2021, Rue de Sèvres Scénario : Pascal Bertho (scénario, d'après les romans de Pierre Lemaître) - Dessin : Yannick Corboz - Couleurs : Erika Frichet et Sébastien Bouët - (ISBN 9782369812906) |

| Les rivières du passé (2021-2022) - 1. La voleuse , 2021, Daniel Maghen Scénario : Stephen Desberg - Dessin : Yannick Corboz - Couleurs : Yanick Corboz - (ISBN 9782356740960) - 2. Lamia , 2022, Daniel Maghen Scénario : Stephen Desberg - Dessin : Yannick Corboz - Couleurs : Yanick Corboz - (ISBN 9782356741295) |

## Récits courts
- Robert (dessin), 7 pl. couleur, avec Nicolas Pothier (scénario), hors série BoDoï, n°6, 2003.
- Marcel (dessin), 4 pl. couleur, avec Nicolas Pothier (scénario), Métal hurlant, n°141, 2003.
- Les enquêtes de Ludo (dessin), 1 pl. couleur, avec Nicolas Pothier (scénario), hors série BoDoï, n°9, 2004.
- Artefac : venin (dessin), 4 pl. couleur, avec Dannenmüller (scénario), hors série BoDoï, n°11, 2004.
- Participation aux collectifs Christmas Jazz (2005), Projet Bermuda (2007), Mon chat à moi (2008).